# ダヴィド・アッフェングルーバー
- ダーヴィト・アーフェングルーバー

ダヴィド・レオポルド・アッフェングルーバー（David Leopold Affengruber , 2001年3月19日 - ）は、オーストリア・ニーダーエスターライヒ州シャイプス出身のサッカー選手。セグンダ・ディビシオン・エルチェCF所属。ポジションは DF。一般的には『ダーヴィト・アーフェングルーバー』と紹介される。

## クラブ経歴

### レッドブル・ザルツブルク
2013年にレッドブル・ザルツブルクのユースチームに入団。2019年に傘下のFCリーフェリングに配属。2019-20シーズン27試合2ゴールを記録し、2020-21シーズンも23試合3ゴールを記録したところで、トップチーム昇格が決定し、2022年までの契約を締結。同シーズンはブンデスリーガで5試合に出場した。

### シュトゥルム・グラーツ
2021年6月11日、SKシュトゥルム・グラーツと2024年までの契約を締結。3シーズンをわたって最終ラインで奮闘。

### エルチェCF
2024年8月29日、エルチェCFと2年契約を締結した。

## 代表経歴
2019年より、U-19やU-21のユース世代のオーストリア代表でプレーしている。